# Crveni koralji
Crveni koralji su zagrebački vokalno-instrumentalni rock and roll sastav, koji djeluje od 1960-ih. Bili su prvi hrvatski sastav koji je prodao preko 100 000 ploča u SFR Jugoslaviji.

## Povijest

### Šezdesete
Satav je osnovan 1962. pod imenom Crveni đavoli, odnosno Crveni dječaci. Kao i brojne grupe iz tog doba i oni su bili poneseni glazbom britanskih vodećih zvijezda; Cliffa Richarda i The Shadowsa.
Grupu su osnovali Miro Lukačić (solo gitara), Davorin 'Dino' Sarajlić-Krog (bas-gitara), Rudi Šimunec (ritam gitara), Medo Josip Badrić (bubnjevi) i Jelenko Miran Perković (vokal), dok im se Boris Barba Babarović pridružio nakon nekoliko mjeseci. Jelenko je nakon nekoliko mjeseci napustio sastav i pridružio se VIS Kon Tiki s kojim je nastupao dvije godine, a onda je 1965. otišao u Švedsku, gdje se oženio i zasnovao obitelj.
U grupi su tijekom dugogodišnje karijere svirali i: Željko Hižak-Mika, Vlado Kirby Bastajić, Boris Turina, Krešo Pavlić, Željko Marinac, Vlatko Medvecki, Božidar Delač, Marijan Miše, Berislav Klemenčić, Zvonko Gorički-Deda, Marijan Žuljević-Žulj i Boris Kaiser. 
Prvu ploču Crveni koralji izdali su 1963. godine, a pjesma - "Rekla si: volimo se" (Dino Sarajlić-Krog) postala je uspješnica, te je prodana u 100 000 primjeraka, što je u ono vrijeme bilo gotovo identično broju postojećih gramofona u cijeloj Jugoslaviji. Sastav je nastupao na plesnjacima diljem Zagreba, a osobito na svom kultnom mjestu Ribnjaku (u ono vrijeme najposjećenijem plesu u Zagrebu). Šezdesete su bile njihove zlatne godine, jer tad su bili na vrhuncu slave, a sve njihove ploče prodane su u srebrnim i zlatnim nakladama. Grupa je poslužila i mnogim drugim popularnim pjevačima, kao prateća grupa za izvedbu tzv. »električarske glazbe«.. Tako su snimili "Crvene ruže", s Ivicom Šerfezijem, a i desetak vrlo prodanih ploča s Karlom Metikošem (Matt Colinsom), pratili su i Zdenku Vučković, u nekoliko njezinih uspješnica.
Tijekom turneje po SFRJ-u, 1964. godine, proglašeni su najomiljenijom rock grupom.[nedostaje izvor] Uz brojne festivalske nagrade, grupa je tri puta bila nominirana u kategoriji najboljeg sastava Jugoslavije u izboru lista Ritam. 
Na Zagrebačkom festivalu 1966. godine, dobili su prvu nagradu stručnog žirija i drugu nagradu publike za skladbu "Mirjana" (Alfonsa Vučera). Sljedeće godine sa skladbom "Nemoj reći zbogom", dobivaju treću nagradu publike. Zatim su slijedile inozemne turneje, prvo po Njemačkoj, u sklopu programa - "Našim građanima u svijetu", s poznatim voditeljem Vikijem Glovackim, i skupinom najpoznatijih estradnih zvijezda; Ivicom Šerfezijem, Ivom Robićem, Arsenenom Dedićem.

### Sedamdesete
Na svoju prvu turneju po Sovjetskom Savezu, Crveni koralji otišli su početkom sedamdesetih, kasnije su slijedile brojne druge. Na tim turnejama nastupali su uz tada najveće zvijezde bivše države; Ivicu Šerfezija, Ladu Leskovara, kvartet 4M, Zdenku Kovačiček, Josipu Lisac, Radmilu Karaklajić, Đorđe Marjanovića, i Karla Metikoša(Matt Colins). Početkom sedamdesetih grupu je nakratko napustio Boris Babarović, a zamijenio ga je Marijan Miše. No on se uskoro vratio u sastav. Sedamdesetih, Crveni koralji postaju stalni gosti u gotovo svim radijskim i TV emisijama zabavnog karaktera u bivšoj državi, ali ta - slatka pozicija i rutina dovela je uskoro sastav u nemirne vode. 
Bubnjar i nesuđeni šef grupe Medo Badrić napušta grupu 1976. godine, mijenja ga Boris Turina, ali ne zadugo, pa onda u grupu uskače višegodišnji član Zlatnih akorda Željko Mačor Marinac. Zatim grupu napušta i ritam gitarista Rudolf Šimunec. 

### Osamdesete, devedesete do danas
Grupa povremeno nastupa, praktički na poziv, prilikom nekih obljetnica ili nostalgičarskih okupljanja. Došlo je novo vrijeme s novom publikom i novim grupama. Isto tako i povremeno nešto snimi; kao 1985. za - Zbirku rock’n’rolla 63-65, te LP "JA SAM TVOJ ČOVJEK" koji LP predstavlja prvu pravo izvornu LP ploču Crvenih koralja. Do tada su sve bile tzv. singlice i zbirke pjesama. Ovo je prva dugosvirajuća ploča osmišljena upravo za Crvene koralje, a to za njihovu 25 godišnjicu.

## Diskografija

### Singl ploče
- Rekla si: volimo se, (PGP RTB 1963.)
- Crvene ruže (Roses are red), Ja za ljubav dosad nisam znao (Things), s Ivicom Šerfezijem (Jugoton 1964.)
- Bez djevojke, Još uvijek se nadam, (Jugoton 1969.)

### EP ploče
- Napuljska gitara, Maštanje, Zvjezdana noć, Dolazak - Andrlea, ( Jugoton, 1964. EPY 3370)
- Peggy sue, Koliko dugo (Blowing in the Wind), Svadja, Noćas, s Matt Collinsom (Jugoton 1964.)
- Najljepši san, dok je drugi ljubi (Then he kissed me), Ponoć je prošla, Rekla si: volimo se,  (PGP RTB 1964.)
- Zizi, Au revoir, Reci, reci, reci... (Dis, dis, dis...), Suviše lijepo (Trop beau), sa Zvonkom Spišićom (Jugoton 196?)
- Otiđi od nje (You better move on), Perfidia (Dominiguez), Tema mladih ljubavnika (Young Lovers), Svega mi je dosta (It's all over now), (PGP RTB 1965.)
- Volim je (And i love her), Sretne godine, Johnny guitar, Izgubljenoj ljubavi, (PGP RTB 1966.)
- Sam (What's they gonna do), Kad bih bio drvosječa (If I were a Carpenter), Bila si jedina, Ne želim više tu ljubav, (PGP RTB 1968., EP 50553)
- Moja gitara, Noćas sam sanjao, U jutro (Al matino), Otac je rekao (Simon says), (PGP RTB 1969.)

## Vanjske poveznice
- Crveni koralji na stranicama Croatia recordsa
- Crveni koralji na stranicama Hrvatske glazbene unije  Arhivirana inačica izvorne stranice od 15. rujna 2008. (Wayback Machine)